# Kozel
Kozel är ett berg i Tjeckien.   Det ligger i regionen Liberec, i den norra delen av landet, 60 km norr om huvudstaden Prag. Toppen på Kozel är 598 meter över havet, eller 188 meter över den omgivande terrängen. Bredden vid basen är 5,8 km. Kozel ingår i České Středohoří.
Terrängen runt Kozel är kuperad åt nordväst, men åt sydost är den platt.Runt Kozel är det tätbefolkat, med 369 invånare per kvadratkilometer. Närmaste större samhälle är Česká Lípa, 6,2 km öster om Kozel. Runt Kozel är det i huvudsak tätbebyggt.